# Here's to New Dreams
Here's to New Dreams (en español: De Aquí A Los Nuevos Sueños) es el álbum debut de la actriz y cantante estadounidense Raven-Symoné, estrella de The Cosby Show y Vivir con Mr. Cooper.

## Información

### Antecedentes
Raven firmó con la disquera MCA Records a la edad de 5 años, pero no lanzaron el álbum, sino hasta que ella tuviera 7 años, siendo lanzado el 22 de junio de 1993. El álbum vendió más 78,000 copias en EE. UU. y más de 150,000 por todo el mundo.
El álbum se colocó en la posición número 17 del Top 20 Álbumes de la revista Jet, mientras que el sencillo "That's What Little Girls Are Made Of" se posicionó en el número 20 del Top 20 Singles de la misma revista.
Actualmente, el álbum se encuentra en formato digital, el cual ha sido lanzado bajo el sello discográfico de Geffen Records.

### Producción
La canción "That's What Little Girls Are Made Of" fue coescrita por Melissa Elliott, conocida como Missy Elliott. El padre de Raven, Christopher B. Pearman, colaboró en el álbum coescribiendo y produciendo "Ooh Boy", "Raven's Lullaby" y "Here's To New Dreams".
En una entrevista con la revista Jet, Raven dijo:

Cuando The Cosby Show había terminado, le dije a mi padre que quería hacer un álbum. He cantado toda mi vida. Él buscó y MCA fue la única discográfica que creyó en mí. Estoy muy emocionada con este álbum.
Raven-Symoné

### Promoción
La canción "That's What Little Girls Are Made Of" fue el primer sencillo a promocionar, siendo el más exitoso del álbum, llegando a la posición #68 en Billboard Hot 100, #47 en Hot R&B/Hip-Hop Songs, #43 en Hot Dance Singles Sales y #39 en Rhytmic Top 40. "Raven Is The Flavor" fue el segundo sencillo, siendo menos exitoso que su predecesor.

## Canciones
| Versión CD, casete, descarga digital |                                                                      |                                                                |                                                    |          |  |
| N.º                                  | Título                                                               | Escritor(es)                                                   | Productor(es)                                      | Duración |  |
| 1.                                   | «That's What Little Girls Are Made Of» (con Missy Elliott)           | Chad "Dr. Ceuss" Elliott, Melissa Elliott                      | Chad "Dr. Ceuss" Elliott                           | 3:22     |  |
| 2.                                   | «First Day of School»                                                | S.D. Franklin, RNS                                             | Joe Cunningham                                     | 3:29     |  |
| 3.                                   | «Hip Hop Teddybear»                                                  | Craig Jones, Kenny "K-Smoove" Kornegay                         | Kenny "K-Smoove" Kornegay                          | 3:56     |  |
| 4.                                   | «Raven Is the Flavor»                                                | S.D. Franklin, Peter "Govuna" Bazile, Dow Brain, Bradley Young | Peter "Govuna" Bazile                              | 3:46     |  |
| 5.                                   | «Ooh Boy»                                                            | Christopher B. Pearman, Lafayette Summers                      | Christopher B. Pearman, Gordon Bahary, Steve Kelly | 5:07     |  |
| 6.                                   | «Fun Tonight»                                                        | Peter "Govuna" Bazile, Dow Brain, Bradley Young, Marie Wright  | Peter "Govuna" Bazile                              | 4:06     |  |
| 7.                                   | «Betcha' Didn't Know» (con Missy Elliott)                            | Peter "Govuna" Bazile, Dow Brain, Bradley Young, Marie Wright  | Peter "Govuna" Bazile                              | 4:10     |  |
| 8.                                   | «Raven's Lullaby»                                                    | Alim Muhammed, Christopher B. Pearman                          | Alim Muhammed, Christopher B. Pearman              | 4:08     |  |
| 9.                                   | «Here's to New Dreams»                                               | Christopher B. Pearman, Lafayette Summers                      | Christopher B. Pearman, Gordon Bahary              | 4:10     |  |
| 10.                                  | «That's What Little Girls Are Made Of» (con Missy Elliott) (Dub Mix) | Chad "Dr. Ceuss" Elliott, Melissa Elliott                      | Chad "Dr. Ceuss" Elliott                           | 3:20     |  |
| 39:34                                |                                                                      |                                                                |                                                    |          |  |

## Detalles

### Posiciones
| Chart (1993)                            | Posición |
| --------------------------------------- | -------- |
| U.S. Billboard 200                      | 123      |
| Australia Albums Chart                  | 67       |
| Alemania (Media Control Charts)         | 98       |
| Japan Oricon International Albums Chart | 123      |

### Lanzamientos
| Región          | Fecha               | Discográfica                |
| --------------- | ------------------- | --------------------------- |
| Estados Unidos. | 22 de junio de 1993 | MCA Records/ Geffen Records |
| Reino Unido     | 22 de junio de 1993 | MCA Records/ Geffen Records |
| Europa          | 22 de junio de 1993 | MCA Records/ Geffen Records |
| Francia         | 22 de junio de 1993 | MCA Records/ Geffen Records |
| Hong Kong       | 22 de junio de 1993 | MCA Records/ Geffen Records |
| Canadá          | 22 de junio de 1993 | MCA Records/ Geffen Records |
| Japón           | 22 de junio de 1993 | MCA Records/ Geffen Records |

## Créditos y personal
- Coordinador de proyecto: Dana West.
- Compositores: Melissa Elliott, Bradley Young, Chad "Dr. Ceuss" Elliott, RNS, Dow Brain, Christopher B. Pearman, Peter "Govuna" Bazile, Kenny "K-Smoove" Kornegay, Marie Wright, Lafayette Summers, Craig Jones.
- Productores: Chad "Dr. Ceuss" Elliott, RNS, Christopher B. Pearman, Peter "Govuna" Bazile, Kenny "K-Smoove" Kornegay, Gordon Bahary, Steve Kelly.
- Productores ejecutivos: Wendy Credle, Christopher B. Pearman.
- Mezclas: Chad "Dr. Ceuss" Elliott, Gordon Bahary, Kendal Stubbs, Charles "Prince Charles" Alexander, Joe Cunningham, Steven Ett, Mark Wessel.
- Masterización: Herb Powers.
- Ingenieros: Bradley Young, Gordon Bahary, Kendal Stubbs, Charles "Prince Charles" Alexander, Joe Cunningham, David Kennedy, Al Theurer.
- Director artístico: Vartan.
- Diseño: Ilene Weingard.
- Guitarra: Steve Kelly.
- Teclados: Bradley Young, Chad "Dr. Ceuss" Elliott, RNS, Dow Brain, Alex Mack, Jr., Darin Whittington.
- Synclavier: Gordon Bahary.
- Sintetizador: Gordon Bahary.
- Programación: Chad "Dr. Ceuss" Elliott, Christopher B. Pearman, Kendal Stubbs, Rashad Muhammad
- Arreglo vocal: Christopher B. Pearman, Eddie Saunders.
- Vocales: Melissa Elliott, Dow Brain, Peter "Govuna" Bazile, Marie Wright, Lafayette Summers, Raven-Symoné, Asley Barnes, Perthea Brown, Sharnee Brown, Shelley Gaines, Diosa Gary, Nancey Jackson, Nancy Jackson, Sherri McGhee, Melissa Pierce, Ellis Pratt, Marcia Sapp, Mark Stevens.
- Entrenador vocal: Melissa Elliott, Marie Wright, Lafayette Summers, Tawanna Curry.
- Fotografía: Jade Albert.[5]